# Cyphosticha dialeuca
Cyphosticha dialeuca là một loài bướm đêm thuộc họ Gracillariidae. Nó được tìm thấy ở Queensland.